# Protolampra confina
Protolampra confina là một loài bướm đêm trong họ Noctuidae.